# グレース・クロンプトン
グレース・クロンプトン（英：Grace Crompton、2001年10月30日 - ）は、イングランドの女子ラグビーユニオン選手。

## プロフィール
- イングランド・ロンドン出身[1]。
- ポジションはウィング(WTB)。
- 身長 166cm、体重 65kg
- 7人制女子イングランド代表に選ばれたことがある[2]。

## 略歴
2024年、パリ五輪の7人制イギリス代表に選ばれた。